# Букэ сёхатто
Букэ сёхатто (яп. 武家諸法度) — сборник основных законов японского сёгуната Эдо XVII—XIX веков, который регулировал отношения между сёгунатом и региональными правителями даймё. На русский язык переводится как «Законы о военных домах», «Кодекс воинского сословия», «Свод законов самурайских домов» и «Княжеский кодекс».

## История
После установления в Японии единоличной власти Токугавы Иэясу и основания сёгуната, центральное правительство взялось за разработку законодательства, которое базировалось бы на официальной этической доктрине и вместе с тем позволяло бы поставить под эффективный контроль всех региональных даймё. В июле 1615 года (1 год Гэнна) сёгунат издал Закон о замках (яп. 一国一城令), по которому даймё разрешалось иметь только один замок в своих владениях, а в следующем месяце вышли «Законы о военных домах». Эти «Законы» были составлены монахом Контиином Судэном по приказу Токугавы Иэясу, опубликованы во время правления второго сёгуна Токугавы Хидэтады и состояли из 13 статей. «Законы» определяли содержание образования и занятий даймё; запрещали предоставлять убежище политическим преступникам и разбойникам; запрещали даймё принимать выходцев из других владений, кроме собственных; обязывали даймё оповещать правительство о начале ремонта своих замков; требовали получения правительственного разрешения на брак между семьями даймё; обязывали даймё периодически прибывать на службу в Эдо; устанавливали условия для осуществления надлежащего руководства регионами. Содержание «Законов» не было новинкой для той эпохи, но его официальное издание превращало сёгунат в главного арбитра Японии, который имел право жёстко карать даймё-нарушителей. К ним сёгун мог применять весьма суровые кары, вплоть до лишения даймё его владения и даже приказа совершить харакири.
В 1635 году (12 год Канъэй) во время правления 3-го сёгуна Токугавы Иэмицу, в «Законы» были внесены значительные поправки, написанные Хаяси Радзаном. Содержание поправок заключалось в конкретизации общих положений законов 1615 года. В частности, была установлена система периодических командировок в Эдо, а также наложен запрет на использование кораблей водоизмещением более 500 коку. Контроль правительства за даймё был усилен путём внедрения ряда хозяйственных ограничений, которые мешали региональным правителям обогащаться.
В 1663 году (3 год Камбун), во время правления 4-го сёгуна Токугавы Иэцуны, была проведена вторая реформа Букэ сёхатто. К ним были добавлены положения, которые запрещали проповедование и исповедование христианства, а также положения, которые предусматривали наказание за проявление неуважения к родителям и старшим. Существенной новой поправкой к «Законам» был запрет на обряд ритуального самоубийства вассалов и жён после смерти сюзерена или мужа. Эта тенденция на антихристианизацию и гуманизацию законодательства наблюдалась в поправках 1683 года (3 года Тэнна), во время правления сёгуна Токугавы Цунаёси.
Во время правления 6-го сёгуна Токугавы Иэнобу были приняты новые поправки 1710 года (7 год Хоэй). Их составил ведущий японский конфуцианец начала XVIII века Араи Хакусэки. Основной идеей поправок было требование соблюдения гуманного правления. Однако во время правления 8-го сёгуна Токугавы Ёсимунэ эти поправки были упразднены.
«Законы» оставались основным сборником самурайского права вплоть до середины XIX века.